# Olfaktologia
Olfaktologia – nauka o zapachach. Scala w sobie wiele elementów z zakresu biologii, biochemii, fizykochemii oraz fizjologii i psychologii. Tworzone w niej teorie dążą do wyjaśnienia zależności między odczuciem zapachu, a rodzajem i budową substancji zapachowej (odoranta)
.